# 小西和子
小西 和子（こにし かずこ、1972年（昭和47年）10月28日 - ）は、関西棋院所属の囲碁の女流棋士。大阪府出身。師匠は水野弘士九段。

## 経歴
アマチュア時代には1985年（昭和60年）の第27回全日本女流アマチュア囲碁選手権大会で3位入賞。1989年（平成元年）8月入段。
1997年（平成9年）、第19期女流鶴聖戦で準優勝（決勝戦で小林千寿に敗退）。2005年（平成17年）、第7期女流最強戦準優勝（決勝戦で小林泉美に敗退）。2006年（平成18年）、第8期女流最強戦で前年に続き準優勝（決勝戦で謝依旻に敗退） 。2006年（平成18年）、第5期関西女流囲碁トーナメント（非公式戦）優勝。
2014年（平成26年）、第64回本因坊秀策囲碁まつり「第3回女流秀策杯」（非公式戦）準優勝。また、第18期ドコモ杯女流棋聖戦挑戦者決定戦で青葉かおり四段に勝利し、念願の挑戦手合初出場（過去に決勝戦に進出した女流鶴聖戦などは挑戦手合ではなくトーナメント制）。2015年（平成27年）、過去に第8期女流最強戦決勝で敗れた謝依旻に挑んだが、2連敗でタイトル奪取はならなかった。
過去4度のタイトル獲得を懸けた対戦はいずれも敗退に終わっていたが、2022年、第2回テイケイ杯女流レジェンド戦決勝戦で桑原陽子を破り優勝、自身初タイトルを獲得した。

## 主な成績
タイトル戦登場回数 5回　獲得 1期
- テイケイ杯女流レジェンド戦 1期（2022年・第2回）

### その他の成績
- 女流鶴聖戦 準優勝 1期（1997年・第19期）
- 女流最強戦 準優勝 2期（2005-2006年・第7-8期）
- 女流棋聖戦 挑戦手合進出 1期（2015年・第18期）
- 関西女流囲碁トーナメント 優勝1回（非公式戦。2006年・第5回）
- 女流秀策杯 準優勝1回（非公式戦。2014年・第64回）

## 受賞
- 関西棋院賞
  - 道玄賞2回、特別賞1回、山野賞1回、永井賞1回、平成7年新人賞。

## 昇段履歴
- 1989年8月 入段
- 1990年9月 二段
- 1991年5月 三段
- 1993年5月 四段
- 1995年3月 五段
- 1997年5月 六段
- 2001年3月 七段
- 2004年5月 八段